# Ahmed Ammi
Ahmed Ammi (Temsamane, 19 januari 1981) is een Marokkaans-Nederlands voormalig voetballer die doorgaans speelt als rechtsback.

## Clubcarrière

### VVV-Venlo
Ammi is een geboren Marokkaan, die al op jonge leeftijd naar Nederland vertrok. Daar ging hij voor SV Blerick voetballen. Hij presteerde goed en kwam zo naar het jeugdplan van VVV-Venlo. Hij maakte op 24 augustus 2001 zijn debuut bij VVV in de Eerste divisie, als invaller voor Nick Hoekstra tijdens een met 2-0 verloren uitwedstrijd bij RBC Roosendaal. In totaal speelde hij 212 wedstrijden voor de club uit Venlo tot 2007.

### NAC Breda
Eind 2006 tekende hij een driejarige verbintenis bij NAC Breda die vanaf het seizoen 2007/08 inging. Vanaf de start van dat seizoen was hij een van de vaste waardes. Hij speelde 24 wedstrijden en wist daarin twee keer een doelpunt te maken. Het getekende contract diende Ammi niet uit, want na één seizoen vertrok hij al.

### ADO Den Haag
Vanaf het seizoen 2008/09 kwam Ammi uit voor ADO Den Haag, waar zijn trainer uit zijn laatste jaren bij VVV, André Wetzel, op dat moment van zijn overstap hoofdtrainer was.

### VVV-Venlo
In het seizoen 2012/2013 werd Ammi uitgeleend aan zijn oude club VVV-Venlo.

### KFC Uerdingen
De transfervrije verdediger tekende na de winterstop in het seizoen 2013/14 een contract voor de rest van het jaar bij KFC Uerdingen 05. Na het ontslag van trainer Eric van der Luer keert ook Ammi de Duitse club de rug toe.

### EVV Echt
Medio oktober 2014 wordt bekend dat Ammi zijn loopbaan vervolgde bij de amateurs van EVV, een Zondagtopklasser uit Echt. Hier verbleef Ammi echter maar 1 seizoen. Hierna beëindigde hij zijn carrière als profvoetballer.

## Clubstatistieken
| Seizoen         | Club             | Competitie        | Competitie | Competitie | Beker | Beker | Overige1 | Overige1 | Totaal | Totaal |
| Seizoen         | Club             | Competitie        | Wed.       | Dlp.       | Wed.  | Dlp.  | Wed.     | Dlp.     | Wed.   | Dlp.   |
| --------------- | ---------------- | ----------------- | ---------- | ---------- | ----- | ----- | -------- | -------- | ------ | ------ |
| 2001/02         | VVV              | Eerste divisie    | 20         | 0          | 2     | 0     | —        | —        | 22     | 0      |
| 2002/03         | VVV              | Eerste divisie    | 32         | 1          | 5     | 2     | —        | —        | 37     | 3      |
| 2003/04         | VVV-Venlo        | Eerste divisie    | 34         | 1          | 2     | 0     | 6        | 0        | 42     | 1      |
| 2004/05         | VVV-Venlo        | Eerste divisie    | 26         | 0          | 2     | 0     | 4        | 0        | 32     | 0      |
| 2005/06         | VVV-Venlo        | Eerste divisie    | 33         | 0          | 4     | 0     | 2        | 0        | 39     | 0      |
| 2006/07         | VVV-Venlo        | Eerste divisie    | 33         | 1          | 1     | 0     | 6        | 0        | 40     | 1      |
| 2007/08         | NAC Breda        | Eredivisie        | 24         | 2          | 5     | 1     | —        | —        | 29     | 3      |
| 2008/09         | ADO Den Haag     | Eredivisie        | 27         | 0          | 3     | 0     | —        | —        | 30     | 0      |
| 2009/10         | ADO Den Haag     | Eredivisie        | 23         | 0          | 0     | 0     | —        | —        | 23     | 0      |
| 2010/11         | ADO Den Haag     | Eredivisie        | 20         | 0          | 1     | 0     | 4        | 0        | 25     | 0      |
| 2011/12         | ADO Den Haag     | Eredivisie        | 23         | 0          | 2     | 0     | 4        | 0        | 29     | 0      |
| 2012/13         | ADO Den Haag     | Eredivisie        | 0          | 0          | 0     | 0     | —        | —        | 0      | 0      |
| 2012/13         | VVV-Venlo        | Eredivisie        | 8          | 0          | 0     | 0     | 2        | 0        | 10     | 0      |
| 2013/14         | KFC Uerdingen 05 | Regionalliga West | 9          | 1          | —     | —     | —        | —        | 9      | 1      |
| 2014/15         | EVV Echt         | Topklasse         | 18         | 0          | 0     | 0     | —        | —        | 18     | 0      |
| Carrière totaal | Carrière totaal  | Carrière totaal   | 330        | 6          | 25    | 3     | 28       | 0        | 383    | 9      |

1Overige wedstrijden, te weten UEFA Europa League en play-off.

## Trainerscarrière
Na afloop van zijn spelersloopbaan ging Ammi aan de slag als trainer. Sinds 2019 is hij werkzaam bij Fortuna Sittard voor JO17, na de winterstop in 2020 voor JO18. Daarnaast is hij vanaf 2016 weer actief geworden als amateurvoetballer bij eerst SC Irene en later Kwiek Venlo. In mei 2021 stapte hij over naar vijfdeklasser IVS.